# بولگارتاباک
بولگارتاباک (بلغاری: Булгартабак) شرکت تنباکو بلغارستان است، که در سال ۱۹۴۷ تأسیس شد.